# Baudreix
Baudreix település Franciaországban, Pyrénées-Atlantiques megyében. Lakosainak száma 585 fő (2022. január 1.). Baudreix Arros-de-Nay, Beuste, Boeil-Bezing, Bourdettes, Lagos és Mirepeix községekkel határos.

## Népesség
A település népességének változása:
| Lakosok száma | 547  | 581  | 717  | 611  | 594  | 585  | 575  | 581  | 585  |
|               | 2013 | 2015 | 2016 | 2017 | 2018 | 2019 | 2020 | 2021 | 2022 |